# مرگ و تشییع مرتضی پاشایی

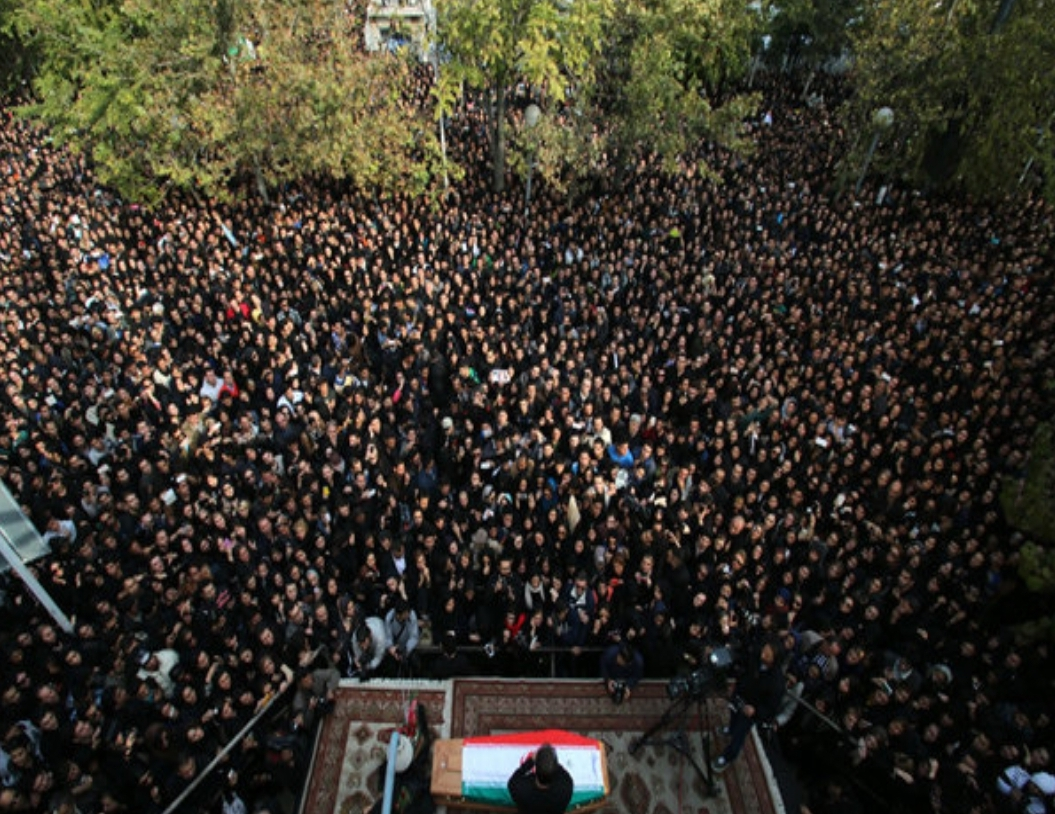
تشییع جنازه مرتضی پاشایی

مرتضی پاشایی خوانندهٔ ایرانی بود که در ۲۳ آبان ۱۳۹۳ پس از ابتلا به سرطان معده درگذشت. مرگ او غیرمنتظره و بی‌سابقه توصیف شد، خصوصاً با توجه به عمر هنری کوتاه او. برخی مردم از شهرستان‌ها و برخی از خارج از کشور خود را به این تشییع جنازه رساندند. به گفتهٔ بی‌بی‌سی حاضران در این تشییع جنازه در شهرهای مختلف ایران «احتمالاً از حاضران در هر تشییع جنازه دیگری در یک دهه اخیر بیشتر بوده‌است» و اکثر صاحب نظران معتقدند چنین حضوری از مردم در یک مراسم تشییع جنازه قابل انتظار نبود. توماس اردبرینک در نیویورک تایمز این رخداد را بزرگ‌ترین تجمع در ایران پس از اعتراضات به انتخابات ریاست جمهوری ۱۳۸۸ خواند که شگفتی مقامات این کشور را برانگیخت.
برخی روزنامه‌ها و خبرگزاری‌ها در ایران و سراسر جهان خبر درگذشت وی را بازتاب دادند. تشییع پیکر او باعث ازدحام جمعیت شدید در شهر تهران شد و برخی خیابان‌های مرکزی و ایستگاه‌های متروی مرکز این شهر تقریباً بسته شده و کار ایستگاه‌های مترو توسط مردمی که ترانه‌های پاشایی را می‌خواندند مختل شده بود. به گفته بی‌بی‌سی فارسی، تشییع جنازهٔ پاشایی یکی از پرجمعیت‌ترین تشییع جنازه‌های تاریخ ایران است.

## بیماری
در آذر سال ۱۳۹۲ مرتضی پاشایی با تشخیص پزشکان به بیماری سرطان معده مبتلا شد. او به شیمی درمانی پرداخته و یک بار هم مورد عمل جراحی قرار گرفت. مدیر برنامه وی در ابتدا درمورد بیماری پاشایی، زخم معده را عنوان کرد اما سپس خبر ابتلای وی به بیماری سرطان معده، توسط رسانه‌ها منتشر شد. بدن او به مرور زمان ضعیف و دچار کمبود وزن شد و به علت ریزش مو با یک کلاه قهوه‌ای بر روی صحنه ظاهر می‌شد.

## بستری و درگذشت
پاشایی عصر جمعه ۱۶ آبان ۱۳۹۳ به بخش مراقبت‌های ویژه بیمارستان بهمن منتقل شد. علت انتقال این خواننده به بخش مراقبت‌های ویژه تب شدید عنوان شد. به‌دلیل شرایط خاص پاشایی، پزشکان ملاقات با وی را ممنوع کردند؛ با این حال، عصر یکشنبه ۱۸ آبان تعداد زیادی از هنرمندان برای ملاقات با او و افزایش روحیهٔ پاشایی در بیمارستان بهمن حاضر شدند و لحظاتی کوتاه در کنارش بودند. همچنین، در ۲۰ آبان معاون هنری وزارت فرهنگ و ارشاد اسلامی ایران و مدیرعامل انجمن موسیقی ایران از وی عیادت کرده بودند. پاشایی سرانجام در ۲۳ آبان ۱۳۹۳ درگذشت.

## واکنش‌های مردمی
انتشار خبر درگذشت مرتضی پاشایی توسط رسانه‌ها، سایت‌ها، مجلات و کاربران فضای مجازی واکنش‌های گسترده‌ای را به همراه داشت.

### روبروی بیمارستان بهمن
از هنگام بستری شدن وی در بیمارستان عده کثیری از مردم به علت افزایش روحیه به مرتضی پاشایی در مقابل بیمارستان بهمن حضور یافته بودند و ترانه‌های پاشایی را با صدای بلند می‌خواندند.
شاهین دلیوند، عکاس و مدیر رسانه ای مرتضی پاشایی در مصاحبه ای از مردم خواست تا به علت ورود آمبولانس به بیمارستان و مریض‌های اورژانسی از روبروی بیمارستان متفرق شوند.
در ۲۳ آبان ۱۳۹۳ و با انتشار خبر درگذشت وی در ساعت ۳ صبح جمعه بر این بر جمعیت افزوده شد.

### میم مثل مرتضی
میم مثل مرتضی (mimmeslemorteza#) نام هشتگی در فضای مجازی بود که در پی بستری شدن مرتضی پاشایی در بیمارستان بهمن به راه افتاد. تعداد زیادی از مردم و شخصیت‌ها از این هشتگ در صفحات مجازی خود استفاده کردند و از این طریق برای مرتضی پاشایی آرزوی سلامتی کردند.
پس از درگذشت وی، صفحه ای به نام میم مثل مرتضی در فیس بوک تأسیس شد تا مردم و دوست داران مرتضی پاشایی با نوشتن یک جمله در آن با مرتضی پاشایی خداحافظی کنند.

### دیگر مکان‌ها
همچنین جمعه شب در برخی اماکن و پارک‌های تهران از جمله پارک آب و آتش و پارک لاله و همچنین در پارک‌هایی در شهرهای دیگر ایران از جمله مشهد، کرج، اصفهان، کرمانشاه، شیراز، بندر انزلی، گرگان، نوشین شهر، بجنورد، لاهیجان، محمودآباد، آبادان و … و حتی در برخی از شهرهای کشورهای خارج از ایران مانند کانادا، اتریش، افغانستان، فرانسه، آلمان و… اجتماعات و همایش‌های مردمی به یاد مرتضی پاشایی برگزار شد.
همچنین یکی از کاربران در گزارش به بی‌بی‌سی عنوان کرد که پلیس بندر انزلی به محض شروع همایش مردم این شهر به یاد مرتضی پاشایی، مردم و حاضران در این همایش را متفرق کرده و به آن‌ها اجازهٔ برگزاری همایش یادبود مرتضی پاشایی را نداده‌است.
پخش آهنگ‌های وی در بیستمین نمایشگاه مطبوعات و رسانه‌ها هم‌زمان با انتشار خبر درگذشت او جو ویژه‌ای به این نمایشگاه داده بود.
بسیاری از مردم در مقابل برج میلاد تهران اجتماع کردند که باعث بسته شدن ورودی برج شد. این اجتماع هم‌زمان با اجرای کنسرت وداع توسط حسام‌الدین سراج بود. سیدمحمد میرزمانی رهبر کنسرت هم گفت: «معمولاً مرسوم نیست که رهبر ارکستر روی صحنهٔ اجرا صحبت کند، اما از آن‌جا که شنیده‌ام، امروز مرتضی پاشایی فوت کرده‌است، درگذشت این هنرمند جوان را تسلیت می‌گویم.»

## واکنش شخصیت‌ها

### پیش از درگذشت
- تعداد زیادی از هنرمندان و ورزشکاران مانند محمد علیزاده، بنیامین بهادری، محسن یگانه، محسن چاوشی، محسن افشانی، علی لهراسبی، روزبه نعمت‌اللهی، احمد مهرانفر، بهنام صفوی، سعید شهروز، علی فتح‌الله‌زاده، معین راهبر، میلاد ترابی، جعفر نوجوان، داریوش فرضیایی، خداداد عزیزی، علی کریمی، لیلا بلوکات، علی دایی، سیروان خسروی، زانیار خسروی، علی عبدالمالکی، رضا رشیدپور، فرزاد حسنی، آزاده نامداری، شهرام شکوهی، مهدی یراحی، رضا صادقی، سیدجواد هاشمی و علیرضا روزگار به عیادت مرتضی پاشایی رفتند.[۱۰][۲۵]
- همچنین تعداد زیادی از شخصیت‌ها نیز از طریق صفحات مجازی برای مرتضی پاشایی آرزوی سلامتی کردند.[۲۶]

### پس از درگذشت
- هنرمندان، ورزشکاران و سیاستمدارانی همچون محمدرضا شجریان،[۲۷] حبیب محبیان، رضا بنفشه‌خواه، ایرج نوذری، علی فروتن، محمود افشاردوست،[۲۸] سید حسن هاشمی،[۲۹] کارلوس کی روش،[۳۰] محمد نوری، سردار آزمون، مهرزاد امیرخانی، ابی، کامران و هومن، رامبد جوان، مهران مدیری، حسن روحانی، شادمهر عقیلی، احسان حاج صفی، مریم حیدرزاده، حسام الدین سراج، همایون شجریان، علی لهراسبی، محمد علیزاده، بنیامین بهادری، رضا صادقی، رضا یزدانی، پریناز ایزدیار، لیلا بلوکات، سعید شهروز، مهدی یراحی، پیام عزیزی، علی عبدالمالکی، شهرام شکوهی، رضا رشیدپور، آزاده نامداری، فرزاد حسنی، علی ضیا، حمید عسکری، محسن تنابنده، علی دایی، علی کریمی، سیروان خسروی، زانیار خسروی، بهنوش بختیاری، حسن ریوندی، حدیث مدنی، حامد بهداد، روناک یونسی، امیر تتلو، آرمین تو ای اف ام، محسن چاوشی، محسن یگانه، پرویز پرستویی، شهاب عباسی، میلاد کی مرام، الناز شاکردوست، بهنام تشکر، پرند زاهدی، بهاره رهنما، بهنوش طباطبایی، نیکی مظفری، علی صالحی، داریوش فرضیایی، لاله صبوری، مهدی ماهانی، الهام چرخنده، میلاد ترابی، معین طیبی، معین راهبر، الهام پاوه نژاد، حسین سلیمانی، مهراب قاسم‌خانی، پولاد کیمیایی، باشگاه فوتبال استقلال تهران، مجید یاسر، مهدی یغمایی، امید حاجیلی، امید جهان، مهدی احمدوند، گروه سون، پازل بند، افشین، همایون شجریان،[۳۱] سیامک عباسی، مژده لواسانی، نیوشا ضیغمی، علیرضا روزگار، باران کوثری، شاهرخ استخری، امین حیایی، محمدرضا گلزار، حمید حامی، لاله صبوری، مهدی ماهانی، رسول خطیبی، عباس غزالی، رضا عطاران، بیست و پنج بند، سالار عقیلی، لیلا فروهر، ساوش شمس، بهنام صفوی، بهروز صفاریان، بهنام صفاریان، آناهیتا نعمتی، منصور، حمید طالب زاده، علیرضا عصار، کامیار، شهرام آذر، بابک سعیدی، متین معارفی، حسین تهی، المیرا بهشتی، رضا شیری، پازل بند، حامد برادران، مازیار فلاحی، شهره صولتی، جواد عزتی، شهاب تیام، سپیده، حسام نواب صفوی، بهروز صفاریان، سحر قریشی، آرش برهانی، سیدجلال حسینی، بابک جهانبخش، سینا سرلک، سید جواد هاشمی، ترلان پروانه، سروش رفیعی[۳۲] و آلن ایر،[۳۳][۳۴] درگذشت مرتضی پاشایی را تسلیت گفتند.[۳۵]
- حسن روحانی: «درگذشت مرتضی پاشایی، خواننده و هنرمند محبوب و مردمی را تسلیت می‌گویم و برای خانواده و دوست دارانش آرزوی صبر دارم.»[۳۶][۳۷]
- محمدرضا شجریان: «درگذشت مرتضی پاشایی را به خانواده، دوستان و دوستداران او تسلیت می‌گویم و عمیقاً به جماعت بدرقه کننده اش احترام می‌گزارم.»[۳۶][۳۸]
- رضا پهلوی: «درگذشت مرتضی پاشایی، ستاره جوان آسمان موسیقی ایران را خدمت خانواده گرامی پاشایی و خانواده بزرگ ایران تسلیت می‌گویم.»[۳۶][۳۹][۴۰]
- محمد شریعتمداری: «حقیقت مطلب اینست که من تا صدای گرم این جوان پرشور را در برنامه رمضان نشنیده بودم او را نمی‌شناختم. اما آن روز به سوزی که در صدایش و در نجوا با خدایش بود غبطه خوردم و مهرش به دلم نشست و بارها برای سلامتی‌اش دعا کردم. اما مقدر این بود که او در ماه رمضان و پس از آرزوها و دعاهای دل‌های پاک جوانان این مرز و بوم که اعتراف می‌کنم تنوع دیدگاه‌ها و سلایق‌شان را حتی همچو منی که احساس قرابت با آن‌ها دارم، خوب نمی‌شناسد، به دیار یار واقعی‌اش بشتابد. بی شک او امروز در آرامش است؛ زیرا خودش می‌گفت: یدفه بخودش همه چی رو سپرد، دیگه گریه نکرد فقط حوصله کرد. پس نگران او نیستم و نباش که او خود گفت: بخدا دلش قرص و محکم است و در کنار او و در جوار رحمتش آرام گرفته‌است.»[۳۶][۴۱][۴۲]
- علی دایی: «درگذشت مرتضی پاشایی که هواداران زیادی هم داشت ضایعه بزرگی برای موسیقی و هنر کشورمان به حساب می‌آید. به این وسیله درگذشت او را به همه مردم کشورمان تسلیت می‌گویم.»[۳۶]
- شادمهر عقیلی: «مرتضی رفت. درگذشت مرتضی پاشایی را از طرف خودم به جامعه هنری تسلیت می‌گویم و شاید به جرأت می‌توانم بگویم که یکی از استعدادهای موسیقی را از دست دادیم. روحش شاد و یادش گرامی. بغضم گرفته وقتشه ببارم چه بی هوا هوای گریه دارم.»[۳۶][۴۳]
- ابی: «در گذشت مرتضی پاشایی، هنرمند محبوب کشورمان را به شما ایرانیان عزیز و جامعه هنرمندان و خانواده ایشان تسلیت می‌گوییم.»[۳۶]
- همایون شجریان: «جامیست که عقل آفرین می‌زندش / صد بوسه ز مهر بر جبین می‌زندش/این کوزه‌گر دهر چنین جام لطیف/ می‌سازد و باز بر زمین می‌زندش. تسلیت عرض می‌کنم خدمت خانواده محترم هنرمند محبوب و گرامی مرتضی پاشایی و دوستدارانش. قلب همگی به درد آمد و افسوس می‌خوریم. روحش شاد.»[۳۶][۳۸]
- رضا یزدانی: «تنها صداست که می‌ماند. مرتضی پاشایی رفت ولی صدا و ترانه هاش همیشه تو زندگی و قلب مردم و طرفداراش جاریه. روحش شاد.»[۳۶]
- لیلا فروهر: «متأسفانه هنرمند جوان، مرتضی پاشایی را از دست دادیم ولی صدای یک هنرمند هرگز خاموش نمی‌شود و از یاد نخواهد رفت. تسلیت فراوان به خانوادهٔ او و هنردوستان. یادش گرامی باد.»[۳۶]
- محسن یگانه: «دیگه نگرانت نیستیم… الان تو نگرانمونی! یه عالمه حرف مونده تو گلوم که دلم میخواد بنویسم تو این پست ولی بازم ساکت میشم. مرتضی عزیز، فک نکنم خودت هم راضی به ناراحتی دوست‌ها و دوست دارانت باشی، واسه همین فک کنم به تو و یادت فقط رنگ سفید میاد. آروم بخواب دوست من. دوستان شما هم ناراحت نباشید. الان حال مرتضی خیلی از همیشه بهتره. اشک نریزید. لبخند بزنید به خاطر آدمی که یه تصویر خوب از خودش به جا گذاشت و رفت… هنوز هم یکی هست.»[۴۴]
- بهنام تشکر: «دوست داشتیم روزها بگذرند و هر لحظه از خبر بهبودی کامل مرتضی پاشایی بشنویم، اما متأسفانه صبح امروز این خواننده دوست داشتنی کشورمون به علت ایست قلبی درگذشت! این اتفاق رو به جامعه هنر، مردم ایران و خانواده محترم پاشایی‬ تسلیت میگیم! بغضم گرفته وقتشه ببارم. چه بی هوا هوای گریه دارم. باز کاغذام با تو خط خطی شد.. خدا این حس و حالو دوست ندارم!.»[۴۵]
- مهناز افشار: «پیش از این با تمام وجود آرزو و خواستمان سلامتی شما بود و حالا باید عمیقن عزادار باشیم. کاش اینقدر عجله نمی‌کردیم و پیشتاز در خبر رفتنت نبودیم و عمیقاً با مثبت‌اندیشی بیشتری منتظر ایستادن دوباره ات بودیم افسوس شما با صدای زیبایت همیشه هستی آقای پاشایی. در میان عمیق‌ترین تاریکی‌ها به دو چشم غمگینی می‌اندیشم و به پنجه‌هایی که خاک، خاک مهربان آن را می‌پوشاند.»[۴۶]
- بهاره رهنما: «مرگ به قول سهراب گاه با خوشه انگور می‌آید به دهان. مرتضی پاشایی از کنارمون رفت. اون صبور بود و مهربان با دنیا و شجاع چون در عین مبارزه با بیماریش سفر مرگ رو با پذیرش پذیرفته بود. روح جوان و هنرمندش قرین مهربانی خداوند باد. کنسرت اخرش با وجود اوج بیماری با عشق برای طرفدارانش خوند و با جرئت روی روی صحنه بود.»[۴۷]
- داریوش فرضیایی: «وقتی بابا رفت هر روز با نگاه کردن به یادگاری هاش دلم رو آروم می‌کردم همون تسبیح و انگشتر و ساعت و تلفنش که دیگه هرگز زنگ نخورد. مرتضی جان حالا که تو رفتی چطور میتونیم با شنیدن صدات دلامون رو آروم کنیم. خیلی سخته؛ خیلی. حالا نوبت توست که نگران ما باشی. چطور باید نبودنت رو باور کنیم و با جای خالیت کنار بیاییم.»[۴۸]
- گوگوش: «بخواب آرام که آرامش یافتی. روحت قرین رحمت الهی.

تسلیت به جامعهٔ هنری، دوستداران و به ویژه خانوادهٔ داغدار مرتضی پاشایی.»
- پریناز ایزدیار: «میدونی حالم این روزا بدتر از همست. مرتضی پاشیی روحت شاد.»[۵۰]
- علی ضیا: «صبح با این خبر بیدار شدم. وقتی چند شب قبل با بنیامین عزیز به ملاقاتش رفتیم سراسر امید بودیم برای بهبودی و حالا تو جاودانی و ما فریاد در قفس شدیم و بی نفس.»[۳۶]
- آرش برهانی: «اینجوری عزیز از دنیا رفتن سعادت میخاد. مرتضی میان دعای خیر هموطناش رفت، مهم اینه که بعد از رفتنمون خاطرات خوبی برای هم بجا بزاریم مرتضی جان میدونم جات تو بهشته روحش شاد. درگذشت مرتضی عزیز و تسلیت میگم.»[۵۱]
- محمدرضا گلزار: «فراموشم نمیشه خاطره هامون. واسه من خیلی دیره.»[۵۲]
- حسام نواب صفوی: «خداحافظ دوست من. یک روز میبینمت. نمیدونم کی اما حالا نه. دلم برات تنگ میشه مرتضی عزیز نمیدونم کی اما همدیگر را خواهیم دید. آرام بخواب.»[۵۳]

همچنین تعدادی از شخصیت‌ها از جمله حبیب محبیان، ایرج نوذری، رضا بنفشه‌خواه، صبا راد، علی کاظمی، علی داداشی، محمود افشاردوست، علیرضا بابالو و علی فروتن برای عرض تسلیت به خانه مرتضی پاشایی رفته و با خانواده وی دیدار کردند.

### تسلیت عوامل تیم ملی فوتبال ایران
بازیکنان عوامل تیم ملی فوتبال ایران، در یک پیام ویدئویی و در گفتگویی با خبرگزاری فارس، درگذشت مرتضی پاشایی را تسلیت گفتند. همچنین کارلوس کی روش، سرمربی وقت تیم ملی فوتبال ایران نیز در پیامی در صفحه اینستاگرام خود و همچنین پس از حضور در برنامه ورزش از نگاه دو، درگذشت مرتضی پاشایی را تسلیت گفت.
سردار آزمون: «با آهنگ‌هایش کلی خاطره داشتیم، نه تنها من بلکه تمام ایران ناراحت است. بازیکنان تیم ملی ایران ایران به علت شنیدن این خبر ناگوار در شوک بزرگی هستند. برای خانوادش آرزوی صبر دارم»
سروش رفیعی: «خیلی از شنیدن این خبر ناراحت شدم، به خانواده و جامعه هنرمندان تسلیت می‌گویم. از دست دادن پاشایی، ضایعهٔ بزرگی بود. برای خانواده اش آرزوی صبر دارم.»
سید جلال حسینی: «درگذشت مرتضی پاشایی را به تمام مردم عزیز ایران تسلیت می‌گویم. شخصیت و صدای مرتضی پاشایی را بسیار دوست داشتم. امیدوارم پدر و مادرش بتوانند این غم بزرگ را تحمل کنند»
- مهدی طارمی بازیکن سابق تیم فوتبال پرسپولیس و تیم ملی فوتبال ایران در بازی مقابل استقلال تهران در تاریخ دوم آذر ۱۳۹۳ پس از پایان مسابقه با پیراهنی منقش به عکس مرتضی پاشایی روبروی تماشاگران ظاهر شد.[۵۸]
  - احسان حاج صفی بازیکن تیم ملی فوتبال ایران پس از گلزنی به تیم فوتبال پیکان تهران پیراهنی را نشان داد که بر روی آن عکس مرتضی پاشایی نقش بسته بود. صفحه مرتضی پاشایی در اینستاگرام که توسط خانواده اش اداره می‌شود با انتشار یک عکس نوشت: «احسان حاج‌صفی عزیز با تقدیم گل غرور آفرینش به مرتضی نشان داد که در عین حال که ورزشکار بزرگیه، هنر دوست و هنرمند هم هست. ازش به خاطر این پیروزی و این حرکت هنرمندانه بینهایت تشکر می‌کنم».[۵۸]

### در خارج از ایران

#### در افغانستان
به گفته بی‌بی‌سی علاوه بر برگزاری همایش‌ها و گردهمایی‌ها در ایران. تجمعات و همایشات زیادی نیز در افغانستان برای یادبود مرتضی پاشایی برگزار شد.

#### در اروپا
همچنین در برخی کشورهای اروپا مانند آلمان، فرانسه، سوئد، فنلاند، ایسلند و سوئیس نیز تجمعاتی به یاد مرتضی پاشایی برگزار شد و فیلم‌های آن در شبکه‌های اجتماعی انتشار یافت.

#### در قاره آمریکا
همچنین علاوه بر انتشار پیام تسلیتی از سوی دولت‌های کانادا و آمریکا، همایشات، مراسمات و گردهمایی‌هایی نیز در کشور کانادا پس از درگذشت مرتضی پاشایی برگزار شد.

### پیام تسلیت دولت آمریکا
آلن ایر دیپلمات و سخنگوی فارسی‌زبان وقت ایالات متحده آمریکا، در صفحه فیس بوکش از طرف دولت آمریکا درگذشت مرتضی پاشایی را تسلیت گفت.
آلن ایر در صفحه فیس بوکش نوشت:
«با کمال تاسف باخبر شدیم که بعد از مدت‌ها مبارزه با سرطان، خواننده، نوازنده و آهنگساز پاپ فارسی، مرتضی پاشایی دار فانی را وداع گفت. خاموش شدن این شمع نورانی را خدمت خانواده محترم ایشان تسلیت عرض می‌کنیم. روحش شاد و یادش گرامی باد»

### پیام تسلیت دولت کانادا
وزیر امور مهاجرتی کانادا نیز ضمن ارسال تقدیر نامه ای، از طرف سفارت و دولت کانادا، درگذشت مرتضی پاشایی را تسلیت گفت و از وی برای تلاش در برگزاری کنسرتی در کانادا و ترویج فرهنگ ایرانی در کانادا تشکر کرد. قرار بود در آذر ۱۳۹۳ پاشایی کنسرتی را در برخی شهرهای کشور کانادا برگزار کند اما به دلیل مرگش به آن کنسرت نرسید و فرزاد فرزین، دیگر خواننده موسیقی پاپ برگزاری این کنسرت در کانادا را قبول کرد و قرار شد به‌جای مرتضی پاشایی در این کشور کنسرتی را برگزار کند. همچنین کریس الکساندر از مرتضی پاشایی به عنوان افسانه موسیقی ایرانی یاد کرده‌است.
در این لوح آمده‌است:
«آقای مرتضی پاشایی؛ باعث خوشحالی من است که مراتب قدردانی ام را به پاس کوشش‌های شما برای پیشبرد فرهنگ ایرانی در کانادا ابراز کنم.
استعداد منحصر به فرد شما موجب شهرت شما به عنوان یک افسانه در جامعه موسیقی ایرانی و سراسر جهان شد، که سزاوار آن بودید.
اگر چه شما دیگر با ما نیستید، صدایتان همچنان باقی است.
ارادتمند کریس الکساندر»

## تشییع

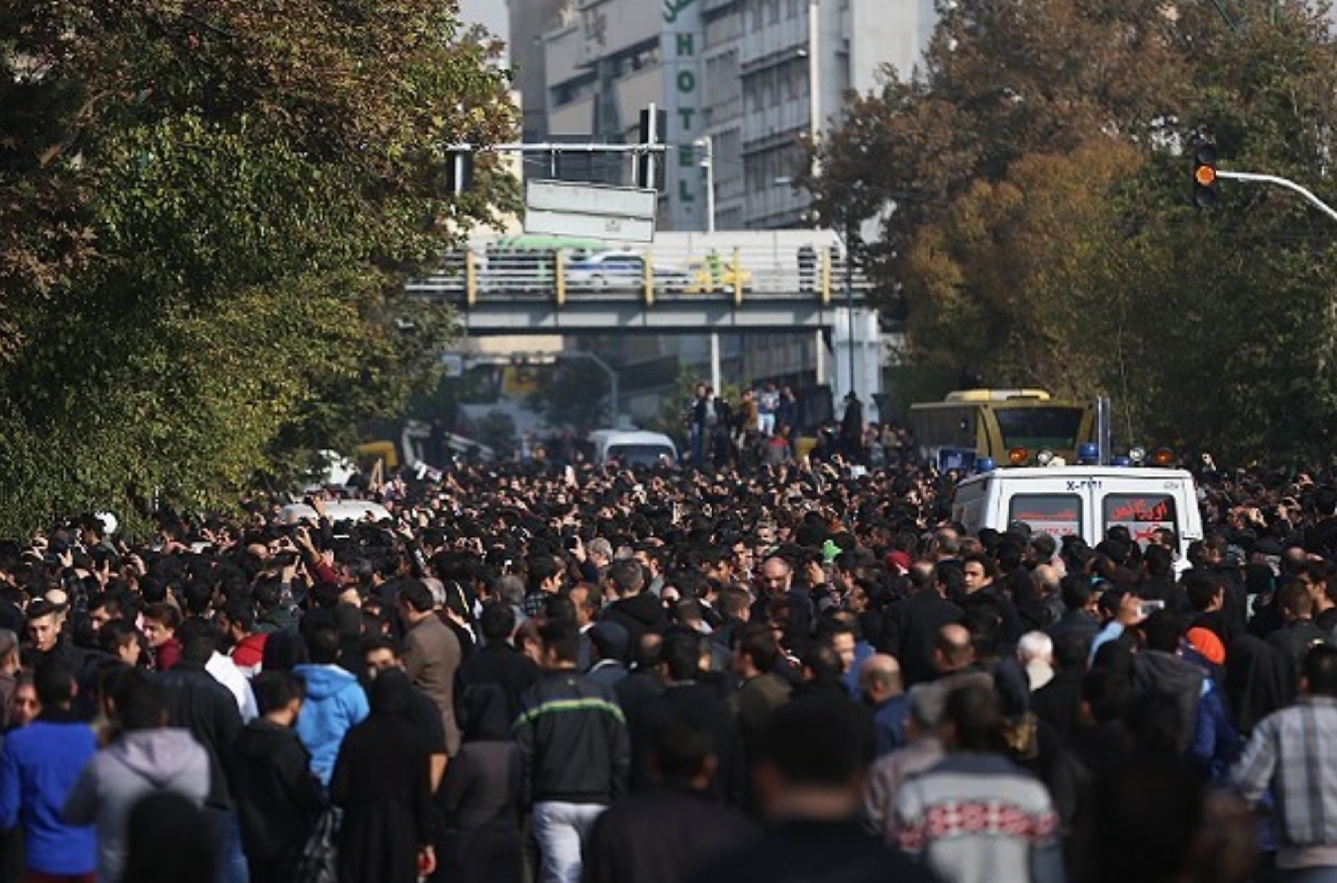
بسته شدن مسیر آمبولانس توسط جمعیت زیر پل حافظ

مراسم تشییع و خاکسپاری وی در روز یک شنبه ۲۵ آبان از مقابل تالار وحدت تهران برگزار گردید. با وجود قرار داشتن تهران در وضعیت بحرانی ناشی از آلودگی هوا و اینورژن جمعیت کثیری مردم شرکت کردند. سرهنگ حسن عابدی در گفتگو با خبرنگار مهر با اشاره به انسداد مسیر پل کریم‌خان زند تا خیابان جمهوری اسلامی به دلیل حضور گسترده مردم، اظهار داشت: طول خیابان ولی‌عصر و کریم‌خان با بار ترافیکی سنگین مواجه شده‌است. جمعی از مردم از استان‌های هم‌جوار تهران خود را به مراسم وی رسانده بودند. برای بهبود ترافیک پلیس راهنمایی در بهشت زهرا و تالار وحدت حضور یافت.

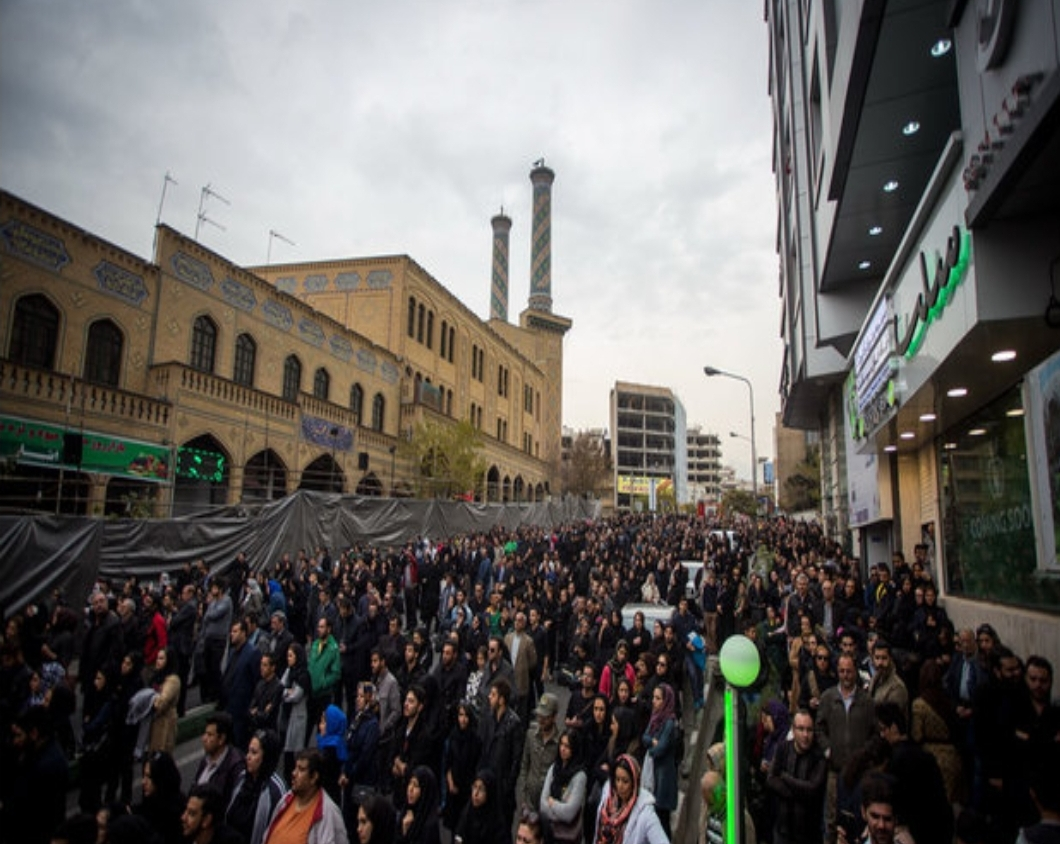
مردم در تشییع جنازه مرتضی پاشایی

ابتدا پیام وزیر ارشاد قرائت شد و سپس محمد علیزاده و بنیامین بهادری هریک ابتدا به خواندن اشعاری پرداخته و سپس در وصف مرتضی پاشایی سخن‌رانی کردند.
خبرگزاری ایسنا تشییع وی را چنین توصیف کرد: «از همان نخستین ساعت‌های امروز، گروه‌های چند نفری از دوست‌داران مرتضی پاشایی - خواننده موسیقی پاپ - در منطقه‌های گوناگون تهران و حتی استان‌های نزدیک مانند استان البرز، با استفاده کردن از نمادهایی به رنگ سیاه، به ایستگاه‌های مترو و خیابان‌ها آمدند تا برای حضور در مراسم تشییع این خواننده به مرکز شهر تهران بیایند. خط ۴ متروی تهران و به‌خصوص ایستگاه‌های فردوسی و ولی‌عصر که منتهی به خیابان حافظ و تالار وحدت بودند، با ازدحام بی‌سابقهٔ جمعیت مواجه شد، به‌طوری‌که خروج مردم از این ایستگاه‌ها حتی از پله‌های اضطراری هم با دشواری همراه بود. از ساعتی پیش از آغاز رسمی مراسم تشییع پیکر مرتضی پاشایی، خیابان‌های شهریار و حافظ به‌دلیل ازدحام مردم بسته شد و این وضعیت تا یک ساعت بعد از انتقال پیکر پاشایی به بهشت زهرا (س) نیز ادامه داشت.»
خبرگزاری فارس نیز نوشت: «ناصر پاشایی پدر مرتضی هم در ادامه مراسم روضه‌ای برای امام حسین خواند و عنوان کرد که فرزندش در آخرین روزهای زندگیش از او خواسته تا این روضه را برایش بخواند.»
«عموی مرتضی پاشایی به روی صحنه آمد و گفت: از طرف خودم و خانواده مرتضی از همهٔ شما عزیزان تشکر می‌کنم. از اینکه در این مراسم باشکوه شرکت کردید ممنونم. وی با بیان این‌که دعای دوست‌داران مرتضی او را یک سال در برابر بیماری مقاوم کرد، گفت: پزشکان سال گذشته مرتضی را جواب کردند و دیگر امیدی به زنده ماندنش نداشتند اما دعاهای شما باعث شد تا او یک سال دیگر در میان ما باشد و این هدیه‌ای بود از طرف خدا. از شما می‌خواهم که برای آرامش روح مرتضی در روزهای آینده نیز با آرامش و با شکوه در مراسم او شرکت کنید.»
به گزارش خبرگزاری ایسنا پس از پایان مراسم مردم به سمت مترو تهران جهت رفتن به بهشت زهرا حرکت کردند که ازدحام جمعیت باعث شد تا مأموران مترو مدت درهای ایستگاه‌ها را ببندند. خودروهایی که در ترافیک خیابان متوقف شده بودند آهنگ‌هایی از مرتضی پاشایی را با صدای بلند پخش می‌کردند.

## خاکسپاری

### غسل و تطهیر در ۲۴ آبان
برای جلوگیری از ازدحام و تأخیر در تدفین پیکر وی در روز ۲۴ آبان و یک روز جلوتر به بهشت زهرا منتقل و غسل و تطهیر و انجام امور اداری تدفین صورت گرفت.

### تأخیر در خاکسپاری

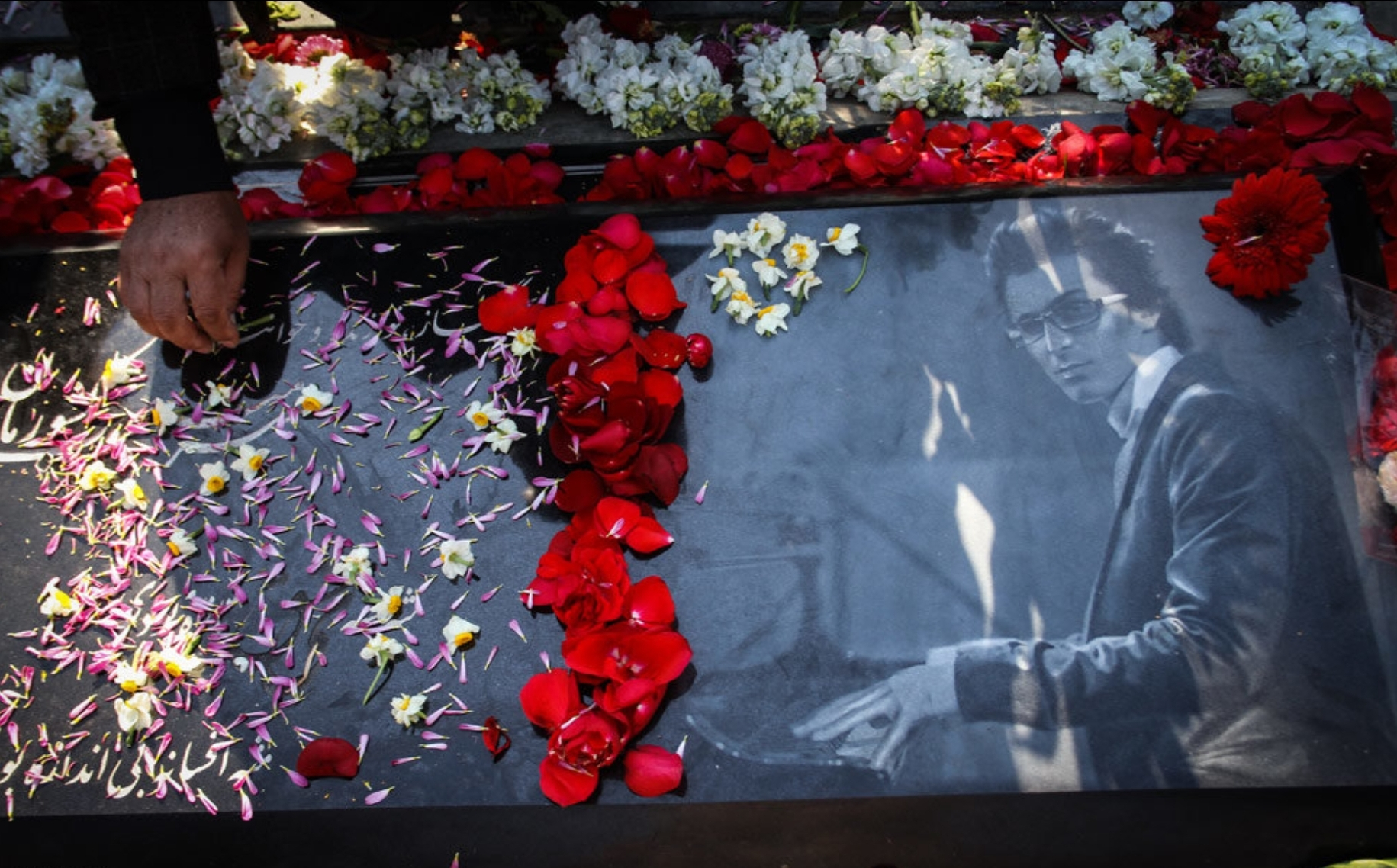
آرامگاه مرتضی پاشایی

پیکر وی پس از تشییع در تالار وحدت به بهشت زهرا منتقل شد اما به دلیل جمعیت فراوان امکان خاکسپاری تا غروب روز یکشنبه میسر نشد و پیکرش به سردخانه بهشت زهرا منتقل گردید اما ساعتی بعد با متفرق شدن جمعیت بخاک سپرده شد. پیکر وی در قطعه هنرمندان بهشت زهرا و در کنار احمد آرام دفن شد.

## بازتاب جهانی
تشییع جنازه مرتضی پاشایی بازتابهای داخلی و خارجی فراوانی داشت. غلامعلی رجایی در یادداشتی با عنوان «آیا پیام این تشییع «شگفت‌آور» شنیده می‌شود؟» ضمن تأکید بر حضور گسترده در تشییع وی و به انتقادات مطرح شده در بین مردم دربارهٔ عملکرد صداوسیما پرداخت. محمد باقری بنابی نمایندهٔ مجلس شورای اسلامی در نطق میان دستور خود در دوم آذر، با اشاره به کوتاه بودن مدت زمان فعالیت پاشایی، حضور گستردهٔ مردم در تشییع پیکر او را نشان دهندهٔ حضور او در قلب مردم دانست و از سیاستمداران و نمایندگان مجلس پرسید: «آیا می‌توانید بگویید اگر اتفاق مشابهی برای شما هم بیفتد چند نفر از پاپ‌خوانان کشور یا مردمی که نمایندگی آن‌ها را بر عهده دارید در مراسم ختم شما حضور می‌یابند؟»
برخی از رسانه‌های بین‌المللی نظیر لس آنجلس تایمز، نیویورک تایمز، ایریش تایمز، بازفید، رادیو آزادی، العربیه، فرانس ۲۴ نیز مرگ و تشییع پاشایی را پوشش دادند. نیویورک تایمز این رخداد را یکی از بزرگ‌ترین تجمعات در ایران پس از اعتراضات به انتخابات ریاست جمهوری سال ۱۳۸۸ خواند که شگفتی مقامات این کشور را برانگیخت. به گزارش این روزنامه یک ماه قبلتر تلاش مسئولان برای تبلیغ برای تشییع جنازهٔ آیت‌الله مهدوی کنی با استفاده از همهٔ ابزارهای تبلیغاتی نتوانسته بود هیچ تجمعی را گردآورد. العربیه، فرانس ۲۴ و رادیو آزادی، این تجمع را پس از تظاهرات سال ۱۳۸۸، بی‌سابقه دانست.

## مراسم ختم

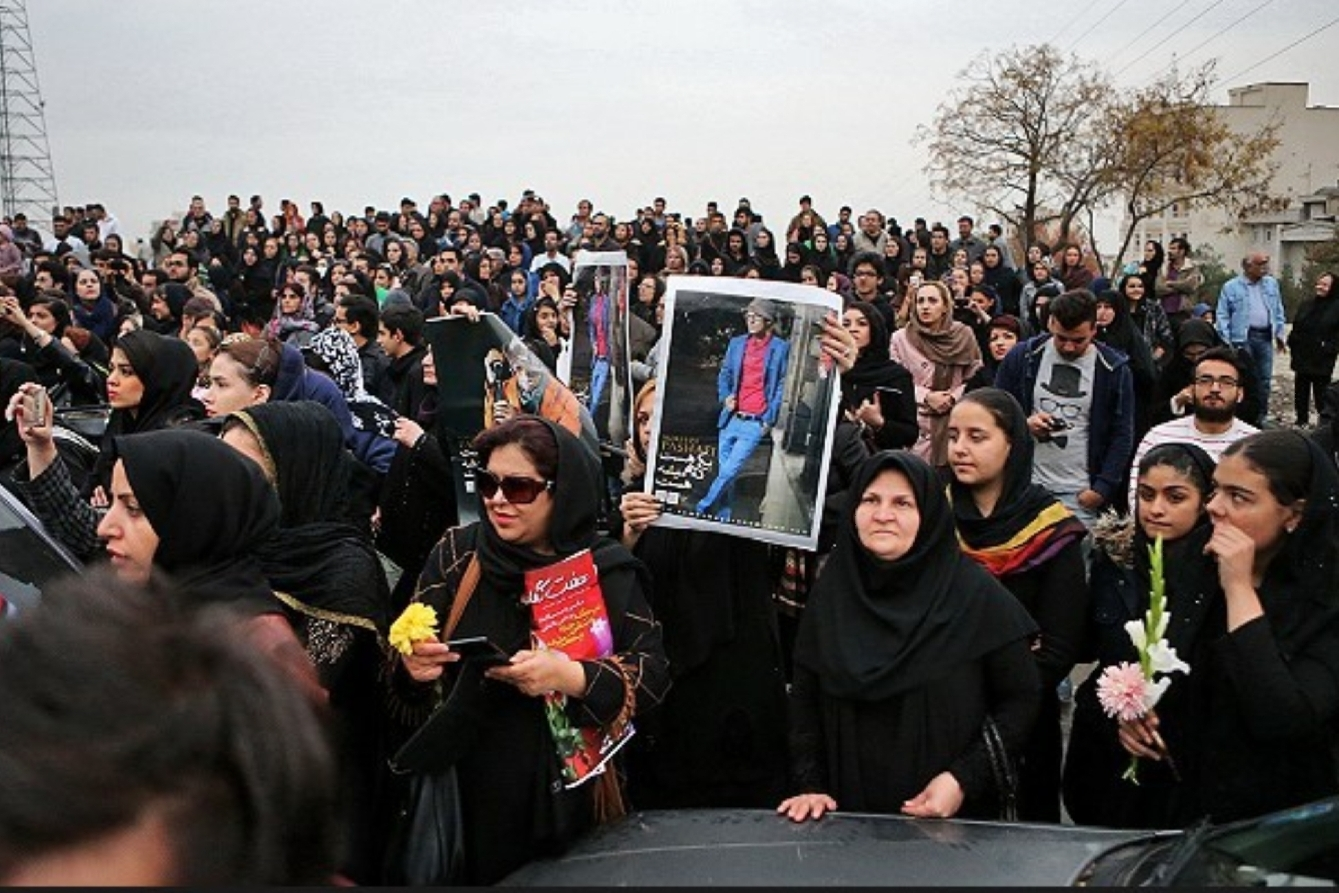
حضور مردم روبروی در مسجد ختم مرتضی پاشایی

مراسم ختم مرتضی پاشایی، چهارشنبه ۲۶ آبان ۱۳۹۳ و با حضور بی شمار مردم و شخصیت‌ها در مسجد امیرالمؤمنین در بلوار مرزداران تهران برگزار شد. حضور برخی چهره‌ها در این مراسم حاشیه ساز شد. بابک جهانبخش، رضا رشیدپور، فرزاد حسنی، روزبه نعمت‌اللهی، حبیب محبیان، آرمین تو ای اف ام، جواد عزتی، حجت الاسلام شهاب مرادی، رضا یزدانی، سید جواد هاشمی، محسن رجب پور، محمد علیزاده، داریوش فرضیایی، مازیار فلاحی، دانیال عبادی، محمد حسین توتونچیان، شهرام شکوهی، امیر قلعه نویی، امید حاجیلی، رستم قاسمی، مانی رهنما، بهمن هاشمی، مجید خراطها، علی لهراسبی، لیلا بلوکات، عبدالرضا هلالی، روح‌الله بهمنی، احسان خواجه امیری، ستاره اسکندری و آزاده نامداری از شخصیت‌هایی بودند که در این مراسم حضور داشتند. همچنین حسین فریدون نیز از طرف حسن روحانی در این مجلس حاضر شده بود.
علی لهراسبی، شهاب مرادی، شهرام شکوهی، لیلا بلوکات و عبدالرضا هلالی از چهره‌های شاخصی بودند که در وصف مرتضی پاشایی سخنرانی کردند. تجمع بیشمار مردم روبروی در مسجد باعث شد تا تردد به سختی انجام شود.

## انتقاد از پرسنل بیمارستان بهمن و برخی مردم
با وجود آنکه اجتماعات خودجوش پس از درگذشت وی بار دیگر قدرت شبکه‌های اجتماعی در ایران را نشان داد، برخی رفتار مردم از جمله اجتماع و سروصدا در مقابل بیمارستان و همچنین انتشار فیلم دردناک لحظات آخر حیات وی در بیمارستان در شبکه‌های اجتماعی واکنش‌های انتقاد آمیز فراوانی را خصوصاً از سوی مادر وی برانگیخت. همچنین علاقه‌مندی برخی مردم به دیدن و منتشر ساختن این فیلم دردناک نیز مورد انتقاد شدید و تأمل‌برانگیز جامعه شناسان و رسانه‌ها بود. پیش از این هم فیلم‌برداری از بیماران در بیمارستانها و انتشار آن توسط کادر پزشکی انتقادات فراوانی را برانگیخته بود و حتی به گفته برخی رسانه‌ها به یک مورد خودکشی بیمار انجامیده بود.
صدا و سیما جمهوری اسلامی ایران در تاریخ ۴ دی ۱۳۹۳، گزارشی با عنوان «چه کسی از لحظات آخر پاشایی فیلم گرفت؟» را منتشر کرد. تیم خبری در این گزارش به بیمارستان بهمن رفتند و با عوامل، پرسنل، پرستاران و پزشک معالج مرتضی پاشایی مصاحبه کردند.
به گزارش شبکه خبر وزیر بهداشت نیز از همان ابتدا با تأکید دربارهٔ حفظ حریم شخصی بیماران در بیمارستان‌ها، دربارهٔ اتفاق مربوط به مرتضی پاشایی دستور رسیدگی فوری داد تا مشخص شود در آن ساعات و در سالن مربوط چه کسانی حضور داشته‌اند و امکان فیلمبرداری از سوی چه افرادی وجود داشته‌است.
پرسنل بیمارستان گفتند: «دوربین‌های بیمارستان دو روز آخر بستری آقای پاشایی را به‌طور کامل ضبط کرده‌است تا مبادا خبط و خطایی از سوی پرستاران و پرسنل بیمارستان سر به زند.»
به گفته پرسنل بیمارستان بهمن، تعداد زیادی از همراهان، دوستان و بعضی طرفداران مرتضی پاشایی که با وی عیادت کردند از او فیلم و عکس گرفتند.
برخی نشریات و مدیر برنامه‌های موسیقی زرد نیز برای تبلیغ، تعدادی از خوانندگان را به عیادت وی به بیمارستان برده بودند و همچنین شایعه شده بود که ساعت ۶ عصر اجتماعی با حضور رضا صادقی برگزار می‌شود که واکنش منفی وی را به این شایعه سازی‌ها در پی داشت.
روزنامه خراسان پلیس مشهد را به دلیل برخورد با هواداران پاشایی مورد انتقاد قرار داد.

## تحلیل‌ها
- حسین باستانی در بی‌بی‌سی با اشاره به غیرقابل انتظار بودن حضور مردم، نوشت که ناظران از این رخداد چنین نتیجه گرفته‌اند که «مردم ایران پیش‌بینی ناپذیر هستند.»[۳]
- فرنوش امیرشاهی نوشت: با وجود تلاش جمهوری اسلامی ایران برای جلوگیری از گسترش انواع موسیقی، «بدنه اجتماع جلوتر از دستگاه‌های رسمی و حکومتی، لباس عزا به تن کردند و بدون بخشنامه و دستورالعمل برای یکی از همین قشر هنرمندان به خیابان آمدند.» به اعتقاد او این رخداد نشان دهندهٔ اهمیت بررسی خلاهای احتمالی موجود با بدنهٔ جامعه است. برخی صاحبنظران گستردگی حضور مردم را نشانهٔ فاصله داشتن نظام جمهوری اسلامی و روشنفکران با تفکر عرصهٔ عمومی عنوان کردند. حضور گستردهٔ مردم با دوربین‌های موبایل، نشانهٔ اثرگذاری شبکه‌های اجتماعی دانسته شد. "[۱]
- به اعتقاد لیلی نیکونظر، در تجمع مردم برای تشییع خواننده پاپ «یک سرکشی از امر مسلط» نهفته‌است.[۹۴]
- پیام یزدانجو، پای فشردن روشنفکران بر متعجب شدن از این رخداد و ارائهٔ تحلیل‌های متعدد از آن را ناشی از تمایل آنان به «پدیده سازی» برای انجام کار خود عنوان کرد.[۹۵]
- غلامرضا علیزاده، جامعه‌شناس، جوان بودن پاشایی و گوشه‌گیر نشدن او به رغم بیماریش را دلیل «خرق عادت» او و گره خوردنش با وجدان جامعه دانست.[۹۶]

### پدیده مرتضی پاشایی
در روز ۱۸ آذر سال ۱۳۹۳، جلسه‌ای در خصوص «پدیدارشناسی فرهنگی یک مرگ؛ بررسی جامعه شناختی پدیده درگذشت مرتضی پاشایی» در تهران برگزار شد. «محمد سعید ذکایی» گفت: «به اعتقاد من تجربه پاشایی یک نوع اجتماع گرایی پست مدرن یا یک مشارکت عاطفی و اظهاری است.» محمود شهابی این رخداد را مصداق «تخطی کارناوالی» دانست. نعمت‌الله فاضلی دلیل پدیده شدن پاشایی را حرکت به سوی «کلانشهری شدن» دانست. «مهدی منتظر قائم» و «محمدامین قانعی‌راد» این واقعه را کم‌نظیر ندانستند. همچنین یوسف اباذری در این جلسه موسیقی پاشایی را «مبتذل و فالش» توصیف کرد که با اعتراض افراد حاضر مواجه شد.
اما یکی دیگر از سخنرانان این نشست، حمیدرضا جلایی‌پور بود که از زاویه دیگری این ماجرا را بررسی و تحلیل کرد. او با اشاره به اینکه جمعیت، بی‌دلیل به جنبش واداشته نمی‌شود، گفت: «هزاران بچه دبیرستانی و راهنمایی به‌طور خودجوش در روز تشییع جنازه پاشایی به مدرسه نرفتند یا در روزهای بعد ترانه‌های او را دسته‌جمعی خواندند. در گذشته چنین اتفاقاتی در این سطح نداشتیم. این چه پدیده اجتماعی است که این‌قدر جمعیت را به حرکت خودجوش واداشته است؟»
جلایی‌پور در ادامه با بیان اینکه صدا و سیما به محض فوت پاشایی روی مذهبی و انقلابی بودن خانوده او تأکید کرد، گفت: «لابد دست‌اندرکاران فکر می‌کردند دیگر جوانانی که پوشش و رفتارشان مطلوب صدا و سیما نیست کمتر می‌آیند، ولی اتفاقاً هم آنها آمدند و هم زنان چادری و با حجاب اسلامی. از منظر جامعه‌شناختی پدیده‌ای در این ابعاد تصادفی شکل نمی‌گیرد».
این جامعه‌شناس با اشاره به پرمخاطب بودن آثار مرتضی پاشایی در میان مردم گفت: «او دو ماه پیش از فوتش توانست چندین شب سالن چند هزار نفره برج میلاد را برای کنسرت‌هایش پر از جمعیت کند و در سایت پرمخاطبِ رادیو جوان که ربطی به صداوسیما ندارد هم مدت‌هاست پرلایک‌ترین خواننده ایرانی بوده‌است. اینها نشان می‌دهد که با هر معیاری پاشایی خواننده و آهنگساز عامه‌پسند و پرمخاطب و محبوبی بوده و تعداد زیادی از ایرانیان و فارسی‌زبانان با ترانه‌هایش خاطره و ارتباط عاطفی نزدیک دارند».
محمد امین قانعی‌راد، رئیس انجمن جامعه‌شناسی ایران یکی دیگر از سخنرانان حاضر در این نشست با یادآوری برخی مراسم‌های تشییع چند صد هزارنفری قبل و بعد از انقلاب گفت: مردم ایران از لحاظ فرهنگی مردمانی عاطفی هستند که معمولاً در سوگ افراد بزرگ همیشه نهایت احترام را به فرد دارند و مصداق این سخن من حضور گسترده مردم در تشییع جنازه «آیت‌الله بروجردی» مرجع تقلید برجسته و «غلامرضا تختی» قهرمان کشتی جهان و المپیک سال‌های قبل از انقلاب است.

#### واکنش‌ها
صحبت‌های جنجالی یوسف اباذری، واکنش‌های مختلف و البته بیشتر مخالف را در فضای مجازی به‌ویژه فیس‌بوک در پی داشت. برخی مخالفان صحبت‌های او، بر این نکته تأکید کردند که تحلیل‌گری که با توهین و خشم و تمسخر صحبت کند، تحلیلش اصالت ندارد. عده‌ای دیگر از مخالفان هم تعیین تکلیف برای سلیقه عمومی را نکوهش کردند.
ایمان قیاسی، علی لهراسبی، مهدی کرد، مهرزاد امیرخانی و بهمن بابازاده نیز به اظهارات اباذری واکنش نشان دادند.
صحبت‌های یوسف اباذری، مخالفینی از جنس جامعه‌شناس و استاد دانشگاه هم داشت. یکی از آنها ناصر فکوهی، دانشیار گروه انسان‌شناسی دانشکده علوم اجتماعی تهران، نویسنده، مترجم و جامعه‌شناس بود.
ناصر فکوهی چندی پیش در گفت‌وگو با سایت «عصر ایران»، به تحلیل جامعه‌شناختی مرتضی پاشایی و ماجراهای پس از مرگ او پرداخت.
او در این گفت‌وگو با اشاره به نسل جوان جامعه ایران و ویژگی‌های آن اعلام کرد: «این جوانان اصولاً هر چه کمتر و کمتر تحمل آن را دارند که سبک زندگی و شیوه‌های متعارف زندگی آنها را دیگران، هر دیگرانی، چه سیاستمداران، چه روشنفکران و چه حتی نسل پیشین، تعیین کنند».
این جامعه‌شناس با تأکید بر اینکه امروز بسیاری از موسیقی دانان، منتقدان هنری و حتی بسیاری از افراد عادی جامعه ما، موسیقی پاپ را سطحی، سبک، بی‌ارزش و حتی غیراخلاقی می‌دانند، گفت: «این افراد ممکن است تصورشان آن باشد که همه مردم باید به موسیقی کلاسیک غربی یا ایرانی گوش بسپارند و کتاب‌های عمیق فلسفی و سیاسی و اقتصادی مطالعه کنند؛ اما هیچ جامعه‌ای در جهان به این صورت اداره نمی‌شود و مردم سلایق خود را دارند».
به گفته فکوهی، «بر اساس این سلایق و سبک‌های زندگی، نمی‌توان جامعه را برتر یا پست‌تر یا گروه‌های مختلف را مورد ارزیابی قرار داد، چون این عین مقابله با مدرنیته است».

## یادبود
در تاریخ ۹ آذر ۱۳۹۳، بازی فوتبالی میان پیشکسوتان و هنرمندان به یاد مرتضی پاشایی برگزار شد که تمام درآمد کسب شده از فروش بلیط‌های آن بازی، صرف امور خیریه و به مؤسسه محک تحویل داده شد. مهدی مهدوی‌کیا، خداداد عزیزی، علیرضا منصوریان، مهدی هاشمی‌نسب، آتیلا حجازی، اسماعیل هلالی، علی چینی، محمد خرمگاه، محسن گروسی، محمدرضا مهدوی، رضا یزدانی، مهدی کرد، سعید رمضانی، عادل فردوسی‌پور، علی انصاریان، هادی طباطبایی، وحید شمسایی، علی لهراسبی، نیما نکیسا، امیر نوری، مهدی شیری، مهرداد میناوند، فرهاد جم، پویا امینی و بهزاد محمدی از هنرمندان و پیشکسوتانی بودند که در آن بازی به میدان رفتند.